# Hussigny-Godbrange
Hussigny-Godbrange (in lussemburghese Héiseng-Guebereng, in tedesco Hussingen-Godbringen) è un comune francese di 3 422 abitanti situato nel dipartimento della Meurthe e Mosella nella regione del Grand Est. È un centro storicamente legato all'emigrazione italiana in Francia.
La maggior parte degli immigrati di Hussigny-Godbrange proviene da Torriana (RN). Spiccato è l'uso del romagnolo, tanto da aver reso il nome popolare di Hussigny in francese Basse-Italie e in inglese Hussigny-little Italy.

## Società

### Evoluzione demografica
Abitanti censiti